# Jakub Kowalczyk (siatkarz)
Jakub Kowalczyk (ur. 26 czerwca 1986 w Darłowie) – polski siatkarz, grający na pozycji środkowego.
Po ukończonym sezonie 2024/2025 w PGE Projekcie Warszawa postanowił zakończyć karierę siatkarską.

## Sukcesy klubowe
I liga:
- 2005
- 2004

PlusLiga:
- 2019
- 2021, 2024[2], 2025[3]

Puchar Challenge:
- 2024[4]